# Micrargus dilutus
Micrargus dilutus là một loài nhện trong họ Linyphiidae.
Loài này thuộc chi Micrargus. Micrargus dilutus được J. Denis miêu tả năm 1948.